# Метод балльных оценок
Метод балльных оценок — один из методов одномерного шкалирования, используемых в психологии, процедура которого заключается в построении шкал на основе балльных оценок, получаемых из суждений испытуемых. Из всех методов психологических измерений, использующих оценочные суждения человека, шкалирование, основанное на балльных оценках, является наиболее популярным в виду своей простоты. Метод распространен как в прикладных, так и в академических разделах психологии, например, при психологической оценке стимулов в психофизике.

## Шкалы, используемые в методе

### Виды шкал
Существует большое число вариаций шкал. Графические шкалы, представляющие собой прямую линию, вдоль которой расположены характеристики оцениваемого стимула, могут быть вертикальными, горизонтальными, униполярными (признаки на полюсах шкалы различаются по степени выраженности) и биполярными (признаки на полюсах различаются по знаку, в середине — нейтральный признак). Одна из разновидностей графической шкалы — параллельные графические шкалы, в которых линии балльных оценок расположены вдоль вертикальной линии и оценка следующей характеристики производится только после завершения оценки предыдущей. Также существуют числовые шкалы, в которых каждой характеристике стимула приписывается определенное числовое значение. Другой разновидностью шкал, применяемых в методе балльных оценок, является шкала стандартов, предоставляющих испытуемому набор образцов того же вида, что и оцениваемые стимулы.

### Рекомендации к построению шкал
Существует ряд условий, позволяющих увеличить эффективность графических балльных оценок:
1. Линия должна быть достаточно длинной, чтобы наиболее точно отражать количественные различия оценок, однако ее длина не должна приводить к разрыву психологического континуума у испытуемого. Оптимальной считается длина в 15 см.
2. При выборе шкалы необходимо опираться на особенности исследования, учитывая, что линии без разрывов и делений подчеркивают непрерывность шкалируемой характеристики, а оценки по дискретным линиям, разделенным на определенное число единиц, могут привести к скачкообразным качественным изменениям переменной.
3. Положительные полюса шкалы рекомендуется располагать вверху вертикальных и на правом конце горизонтальных линий.
4. Описывающие переменную фразы и признаки следует располагать у точек на шкале, равномерно распределяя их вдоль линии. Подбор этих признаков должен совершаться таким образом, чтобы обеспечить равенство различий между ними. Однако последнее не является обязательным, ведь в некоторых случая исследователи могут намеренно искажать расстояния между признаками, чтобы препятствовать общим смещениям в балльных оценках. Также стоит обращать внимание на содержание признаков, препятствуя расположению на полюсах шкалы таких крайних характеристик, которые никогда не будут выбираться испытуемыми.
5. Наиболее удачными являются те шкалы, в которых испытуемый последовательно оценивает все объекты по одной характеристике, лишь затем переходя к другой.

## Варианты метода бальных оценок
Наиболее распространенными являются три класса метода балльных оценок:

### Графическое шкалирование
Графическая шкала требует от испытуемого вынесения суждения в форме отметки на данной линии. Главными преимуществами графических шкал является простота для испытуемого в выставлении оценок, поскольку данный тип шкал не требует от него никаких дополнительных операций, вычислений и анализа. Кроме того, оценка по данной шкале обеспечивает максимально возможную точность различения, на которую способен испытуемый.

### Числовое шкалирование
Процедура данного метода состоит в том, что от испытуемого требуется выбрать для каждого стимула одно из данной последовательности чисел, отражающих степень выраженности того или иного признака. Психологические содержания, описываемые каждым числом, разделены равными психологическими интервалами.
Работа с числовыми шкалами проста как для испытуемого при оценке стимулов, так и для экспериментатора, обрабатывающего результаты. Однако существует ряд проблем, с которыми может столкнуться экспериментатор, проводящий исследование с помощью числовых шкал. Во-первых, биполярные числовые шкалы, в которых нулевая точка в середине шкалы разделяет положительные и отрицательные числа, могут создать у испытуемого впечатление о разрыве в нулевой точке, нарушая предполагаемую непрерывность. Во-вторых, существует проблема избегания крайних категорий шкалы испытуемым, в результате чего происходит укорачивание балльной шкалы. Если экспериментатору необходимо получить эффективную шкалу из n точек, то ему следует обеспечить возможность выхода за их пределы, то есть добавить дополнительные крайние точки, которые явно будут игнорироваться испытуемым.

### Шкалирование по стандартной шкале
Шкала стандартов предоставляет испытуемому набор стандартов, того же вида, что и оцениваемые стимулы, каждый из которых нужно уравнять с одним из образцов. Вместо отградуированных образцов могут использоваться стандартные оценки.
Преимущество метода заключается в оценке по более или менее постоянным эталонам, являющимися объективными критериями, на которые может опираться испытуемый при вынесении суждений. Хорошо подобранный набор стандартов способствует значимому увеличению в стабильности результатов, получаемых данным методом.

## Проблемы метода
Поскольку испытуемые не всегда способны давать точные объективные суждения, возникает ряд ошибок, которые необходимо учитывать и контролировать экспериментатору:
- Ошибки «смягчения» суждений проявляются в склонности испытуемых оценивать знакомое и часто встречающееся выше, чем следует.
- Ошибка центрации прослеживается в тенденции испытуемого давать средние оценки, избегая крайние значения. Характерна для оценивания объектов, которые испытуемому мало знакомы.
- «Гало-эффект» — ошибка, связанная с переносом суждений об общем впечатлении оцениваемого объекта на конкретный его признак.
- Логическая ошибка связана с одинаковым оцениваем разных объектов, между которыми конкретный испытуемый обнаружил логическую связь, объективно не существующую.
- Ошибки контраста наблюдается в стремлении испытуемого переоценивать окружающих в противоположном направлении относительно своих черт характера.
- Влияние контекста заключается в зависимости оцениваемых стимулов от способа их предъявления.